# Бучачский аграрный колледж
Бучачский аграрный колледж — высшее учебное заведение в городе Бучач Тернопольской области Украины.

## История
История учебного заведения начинается в 1939 году в селе Язловец.
В 1946 году зооветеринарный техникум был переведён в город Бучач и изначально готовил специалистов двух специальностей (зоотехников и ветеринарных фельдшеров), в 1949 году он был размещён в восстановленном здании бывшей больничной кассы.
В 1964 году в результате объединения с расположенным в селе Дружба совхозом «Дружба» техникум получил собственное подсобное хозяйство и был реорганизован в Бучачский совхоз-техникум.
В 1966 году здесь было открыто агрономическое отделение и совхоз-техникум начал подготовку агрономов.
В 1967 году в связи с 50-летним юбилеем Октябрьской революции в учебном заведении была создана комната дружбы народов СССР (в которой были отмечены хозяйственно-экономические и культурные связи города с другими городами и населенными пунктами СССР). Позднее на общественных началах здесь был создан музей боевой славы 1-й гвардейской стрелковой дивизии РККА, в ходе Великой Отечественной войны участвовавшей в боях за Бучач.
В соответствии с девятым пятилетним планом развития народного хозяйства СССР в 1970 году на восточной окраине города началось строительство учебного городка совхоза-техникума, для этой цели из государственного бюджета было выделено 4 млн. рублей. К середине 1973 года здесь были построены главный корпус, два общежития и столовая.
В 1971 году решением учёного совета Ленинградского военно-исторического музея артиллерии, инженерных войск и войск связи министерства обороны СССР музей боевой славы был преобразован в филиал ленинградского музея.
После провозглашения независимости Украины техникум был передан в ведение министерства сельского хозяйства и продовольствия Украины.
В марте 1995 года Верховная Рада Украины внесла техникум в перечень предприятий, учреждений и организаций, приватизация которых запрещена в связи с их общегосударственным значением.
В 1998 году совхоз-техникум был реорганизован в Бучачский аграрный колледж.
28 февраля 2006 года колледж был включён в состав Подольского государственного аграрно-технического университета.

## Современное состояние
Колледж является высшим учебным заведением I—II уровней аккредитации, которое осуществляет подготовку младших специалистов по девяти специальностям.
В составе колледжа — два учебных корпуса (в которых находятся библиотека, типография и музей), общежитие, столовая на 200 человек и котельная.